# Metropolitan Borough of Knowsley
Metropolitan Borough of Knowsley är ett storstadsdistrikt (kommun) i Merseyside i England,  Storbritannien. Distriktet har 157 103 invånare (2022).
Distriktet består av:
- Orter utan en civil parish, så kallade unparished areas:
  - Huyton with Roby
  - Kirkby
  - Tarbock
- Orter med en civil parish:
  - Cronton
  - Halewood
  - Knowsley
  - Prescot
  - Whiston